# Írók Boltja
Az Írók Boltja egy kultúrmissziót is betöltő könyvesbolt Budapest VI. kerületében az Andrássy út 45. alatt, az egykori Japán kávéház helyiségében, „Egy sziget az általános tahóságban”, ahogy a bolt magát Esterházy Péter szavaival hirdeti.

## Története
Az 1960-as évek óta működik e néven itt a könyvesbolt. A ’90-es évek elejéig az Írószövetséggel kötött szerződés alapján a szövetség tagjai 20%-os kedvezményben részesültek. Hosszas küzdelem után a dolgozók privatizálhatták az üzletet. Kiadóként is ismert 1991 óta (Parnasszus Kiadó), amelynek gondozásában 1995 óta folyóiratot ad ki (Parnasszus). Jelentősek délután 4-kor kezdődő könyvbemutatói és nagy fantáziával berendezett kirakatai.

## Általa osztott díjak
1992 óta a dolgozók szavazatai alapján évente osztják ki az Üveggolyó-díjat, egy-egy kortárs irodalmi személyiségnek – munkássága, irodalmi tevékenysége elismerése mellett – a bolt dolgozóival való bensőséges kapcsolata kifejezéseként. Az eddigi díjazottak: 
- 1993 – Mándy Iván
- 1994 – Mészöly Miklós
- 1995 – Balassa Péter
- 1996 – Parti Nagy Lajos
- 1997 – Tandori Dezső
- 1998 – Petri György
- 1999 – Györe Balázs
- 2000 – Szilágyi Ákos
- 2001 – Göncz Árpád
- 2002 – Keresztury Tibor
- 2003 – Balla Zsófia
- 2004 – Esterházy Péter
- 2005 – Kovács András Ferenc
- 2006 – Nádas Péter és Sándor Iván
- 2007 – Forgách András
- 2008 – Rácz Péter
- 2009 – Mészáros Sándor
- 2010 – Nádasdy Ádám
- 2011 – Heller Ágnes
- 2012 – Németh Gábor
- 2013 – Bán Zsófia, Barnás Ferenc, Radnóti Sándor és Sajó László
- 2014 – Borbély Szilárd
- 2015 – Károlyi Csaba

2014-ben az Írók Boltja megalapította az Írók Boltja Könyvösztöndíjat fiatal, tehetséges szépirodalmi szerzők, kritikusok, irodalomtörténészek részére.

## Kapott díjak, elismerések[1]
- Fehér Rózsa-díj 1996
- Hermész-díj 1997
- Budapestért díj 2005
- Pro Cultura Urbis-díj 2006